# یوایچی یاماچی
یوایچی یاماچی (ژاپنی: 山内 祐一؛ زادهٔ ۲۶ اکتبر ۱۹۸۴) یک بازیکن فوتبال اهل ژاپن است.
از باشگاه‌هایی که در آن بازی کرده‌است می‌توان به باشگاه فوتبال رواسو کوماموتو و باشگاه فوتبال و-واران ناگاساکی اشاره کرد.